# 陈盛甫
陈盛甫（1903年—1996年），男，山东恩县（今武城）人，中国武术家，曾任中华全国体育总会委员，中国武术协会委员。